# Abdij van Susteren

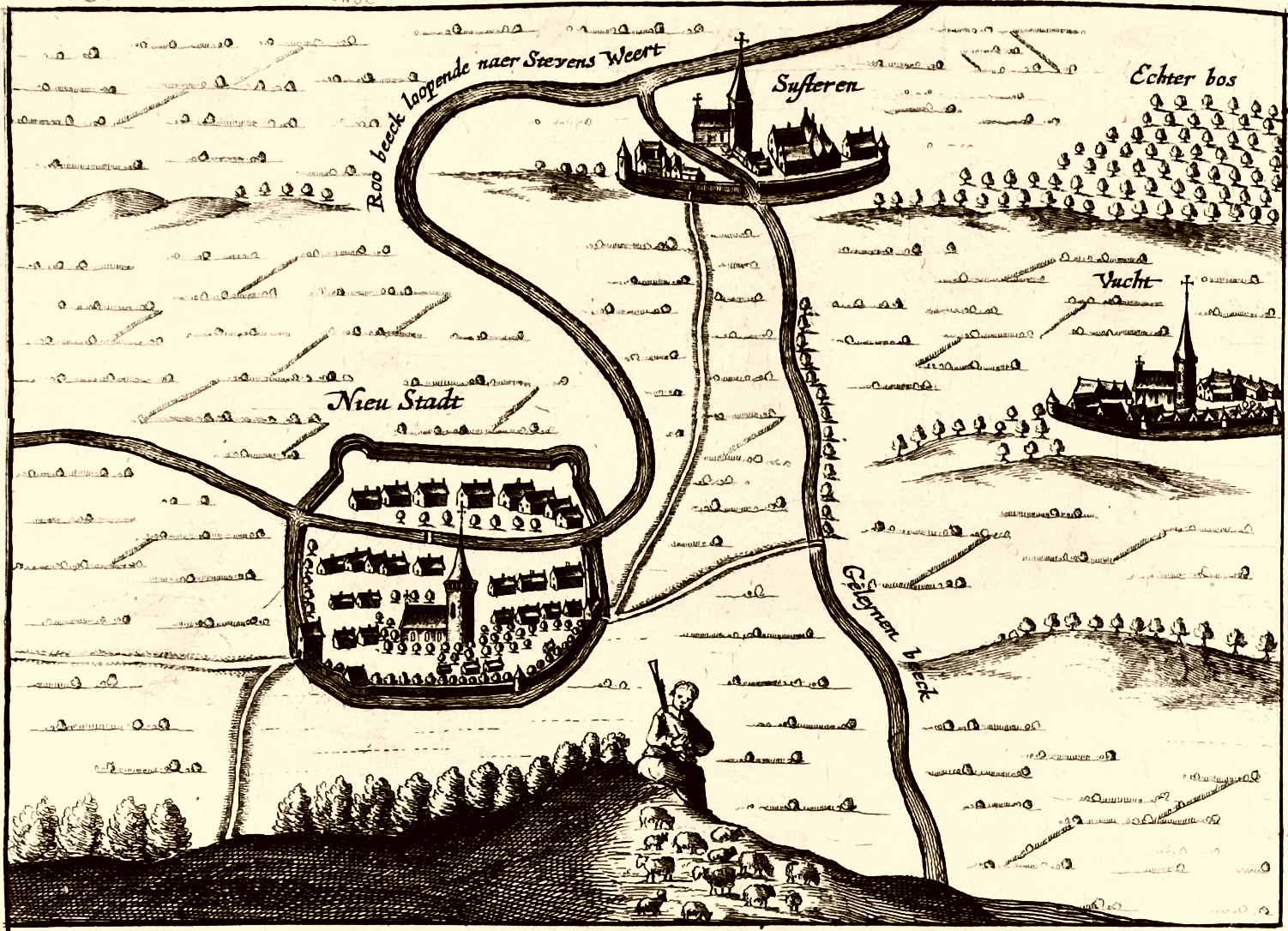
Stift Susteren in 1653

De abdij van Susteren was een abdij, later een damesstift in de plaats Susteren in Opper-Gelre, later Gulik, thans in de Nederlandse provincie Limburg. De abdij, gesticht door Willibrord, is het eerste klooster waarvan in Nederland in de geschiedbronnen sprake is.

## Geschiedenis

### Kloosterstichting en vroege ontwikkeling
In 714 werd door de Frankische hofmeier Pepijn van Herstal en zijn vrouw Plectrudis op een eerder door Plectrudis gekocht landgoed nabij het riviertje de Suestra een abdij gesticht. De abdijkerk was gewijd aan Christus Salvator en de apostelen Petrus en Paulus. Deze eerste kerk stond waarschijnlijk op de  plaats van de huidige Sint-Amelbergabasiliek in het centrum van Susteren  Het klooster werd door Pepijn en Plectrudis geschonken aan de Angelsaksische missionaris Willibrord die al abt van het klooster Echternach was en die door de paus was aangesteld als bisschop van de Friezen. Uit zijn missiecentrum te Utrecht zou later het bisdom Utrecht ontstaan. Het klooster te Susteren lag halverwege Susteren en Echternach en bood hem onderweg een verblijfplaats. Het klooster was bedoeld om 'pelgrimerende broeders,' fratres peregrini', onder te brengen. Willibrord werd de eerste abt. Er is wel eens gezegd dat Susteren het oudste klooster van Nederland is. Dat is niet juist, maar het is wel het eerste klooster in het gebied van het huidige Nederland, dat in de geschiedbronnen genoemd wordt. In Maastricht en Utrecht zullen al woongemeenschappen van geestelijken geweest zijn, maar die worden pas later vermeld. 
Uit geschreven bronnen is over de vroegste geschiedenis van de abdij weinig bekend. Door de schenking van Pepijn en Plectrudis kan de abdij beschouwd worden als een Karolingisch eigenklooster, dus als een eigendom van het Karolingische koningshuis. In 891 schonk Arnulf, koning van Lotharingen, de abdij van Susteren aan de abdij van Prüm. Koning Zwentibold en Karel de Eenvoudige bevestigden deze schenking in respectievelijk 895 en 916. Uit de schenkingsoorkonde van 991 blijkt dat het mannenklooster intussen was omgezet in een benedictinessenklooster. Wanneer dat is gebeurd is niet bekend, hoewel op grond van de dertiende-eeuwse geschiedschrijver Aegidius van Orval is aangenomen dat het in de late negende eeuw plaats heeft gehad. Aegidius schrijft namelijk dat de eerste abdis van het vrouwenklooster Amelberga van Susteren was, die in de abdijkerk begraven werd en als heilige werd vereerd. Ook haar opvolgsters, de prinsessen Benedicta en Cecilia, en hun vader, koning Zwentibold van Midden-Francië (Lotharingen) werden er omstreeks 900 begraven. Van allen zijn diverse relieken in de schatkamer aanwezig. Volgens Aegidius zijn er ook in de achtste eeuw belangrijke personen in Susteren begraven. Met name de familieleden van Plectrudis gaven de voorkeur aan Susteren als grafkerk, onder anderen Vastrada, de echtgenote van Plectrudis' neef Alberik, en Vastrada's zoon en kleinzoon, de Utrechtse bisschoppen Gregorius en AlberikVan beide zijn in de schatkamer van de Sint-Amelbergabasiliek relieken aanwezig, onder andere hun beider schedels en de tuniek van Alberik. Het is echter niet bekend op welke bronnen Aegidius zich baseerde. Dat geldt ook voor de 18e-eeuwse geschiedschrijver J. Knippenbergh. Volgens hem werd de abdij in 882 verwoest door de Noormannen. Deze hadden inderdaad vlakbij, in Asselt, een uitvalsbasis, maar er is geen enkele vroegmiddeleeuwse bron die over een verwoesting van Susteren spreekt. Op grond van de opgravingen in de jaren 1990 (zie hieronder) wordt een verwoesting door Vikingen echter wel waarschijnlijk geacht. Bij de opgraving zijn ook sporen van stenen en houten gebouwen gevonden, die het bestaan van een karolingische abdij bevestigen.

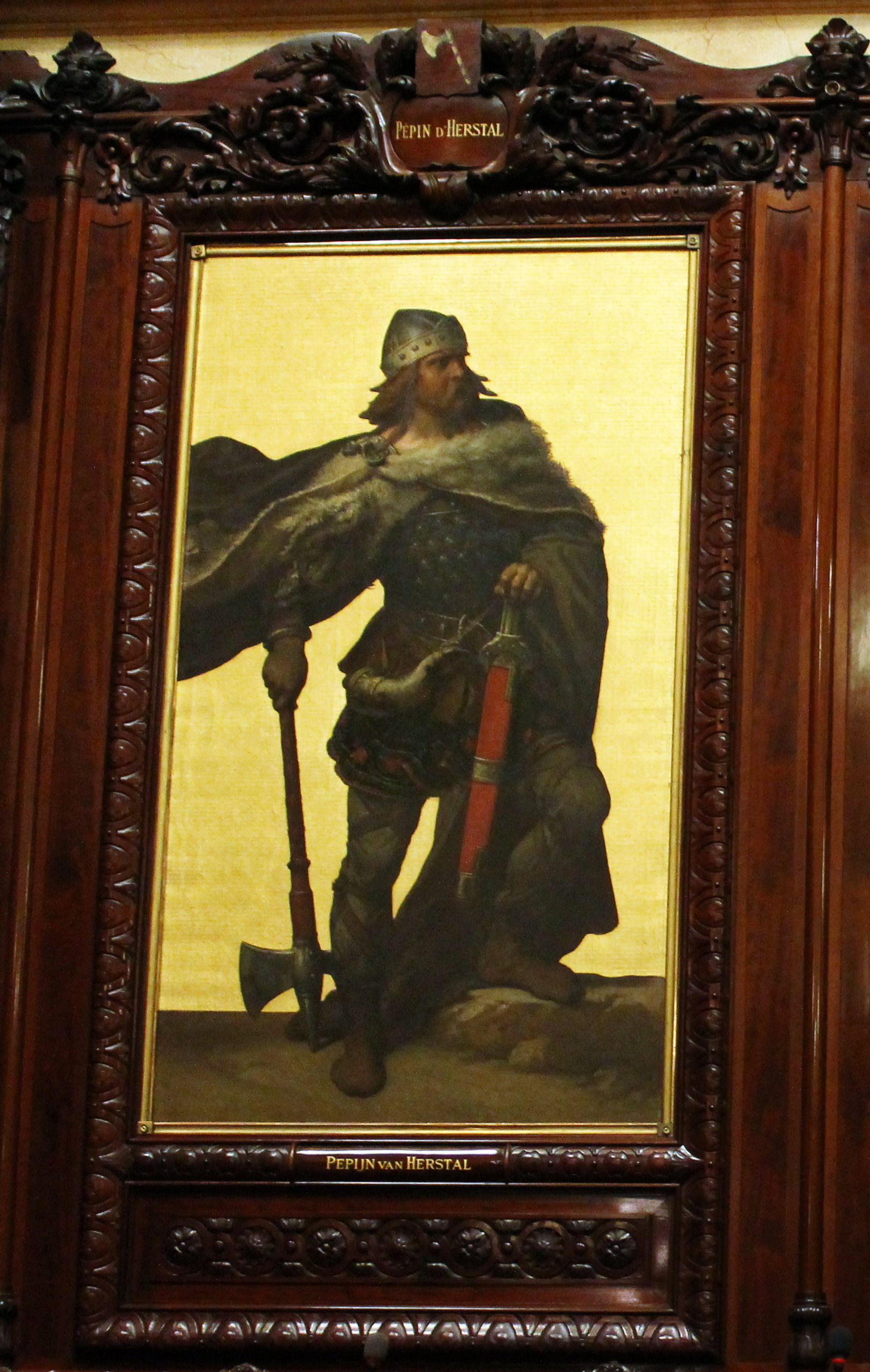
Pepijn van Herstal
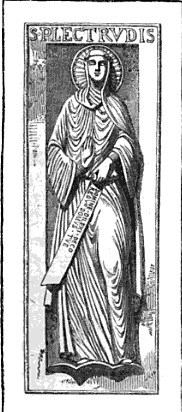
Plectrudis
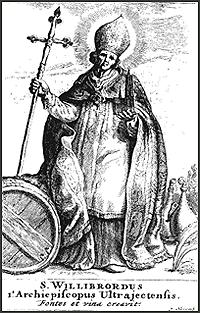
Willibrord
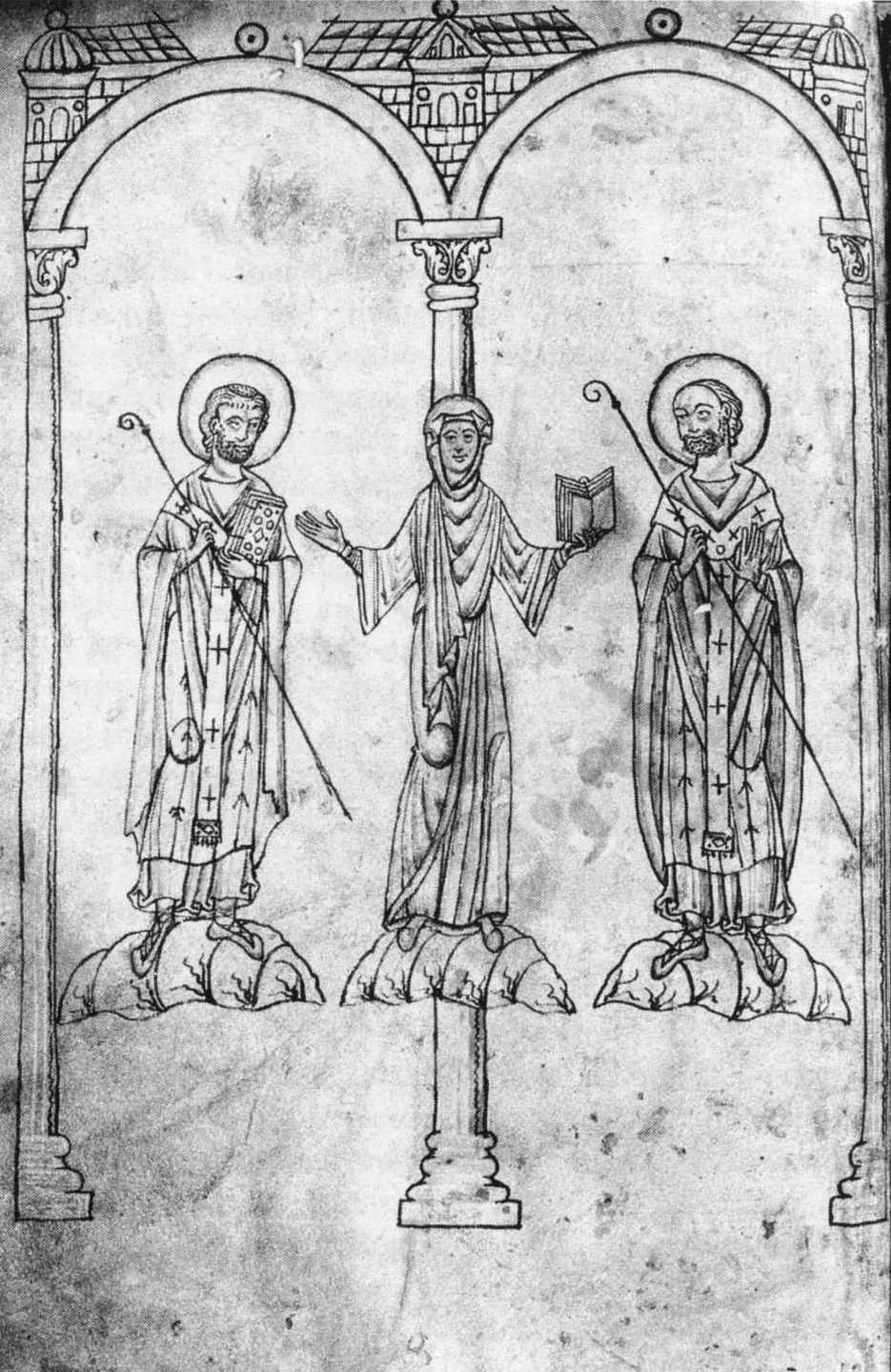
Abdis Imago van Loon met Gregorius en Alberik

### Stift Susteren
Pas in 1312 wordt de abdij opnieuw in een akte vermeld en hieruit blijkt dat de benedictinessenabdij inmiddels is omgezet in een kapittel of stift van seculiere kanunnikessen. Het Susterense sticht liet uitsluitend dames van adel toe, die geen kloostergelofte hoefden af te leggen, persoonlijke bezittingen mochten hebben en meer vrijheid hadden dan nonnen. Korte tijd na de inlijving van de Zuidelijke Nederlanden door de Franse Republiek werd het kapittel opgeheven (officieel in 1802). De meeste stiftsdames waren Susteren toen al lang ontvlucht om er nooit meer terug te keren.

## Beschrijving gebouwen

### Abdijkerk
Van de abdijgebouwen is niets meer over. Van de nog aanwezige abdijkerk, later stiftskerk, wordt aangenomen dat deze kort na 1060 gebouwd is. De stiftskerk is eind 18e eeuw als parochiekerk in gebruik genomen, waarna de oude, bouwvallige parochiekerk, die ten zuiden van de abdijkerk had gestaan, werd afgebroken. De nieuwe parochiekerk kreeg in de loop van de 19e eeuw de naam Sint-Amelbergakerk, als verwijzing naar de eerste abdis van het klooster, Amelberga van Susteren, waarvan nog relieken in de schatkamer van de kerk aanwezig zijn. De romaanse stiftskerk werd eind 19e eeuw door de bekende architect Pierre Cuypers grondig gerestaureerd en verbouwd. Daarbij heeft de westzijde een geheel ander uiterlijk gekregen.

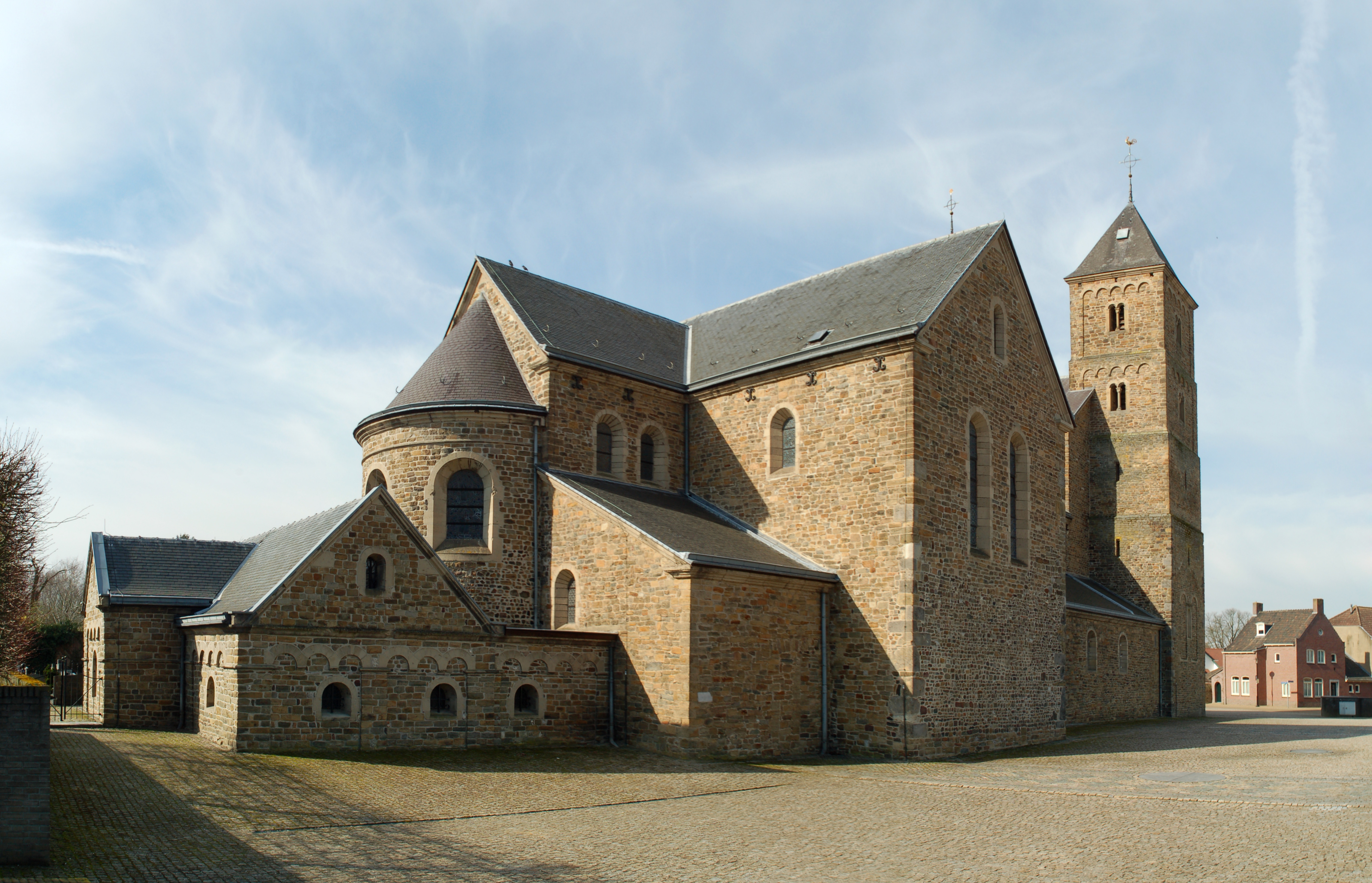
Voormalige abdijkerk
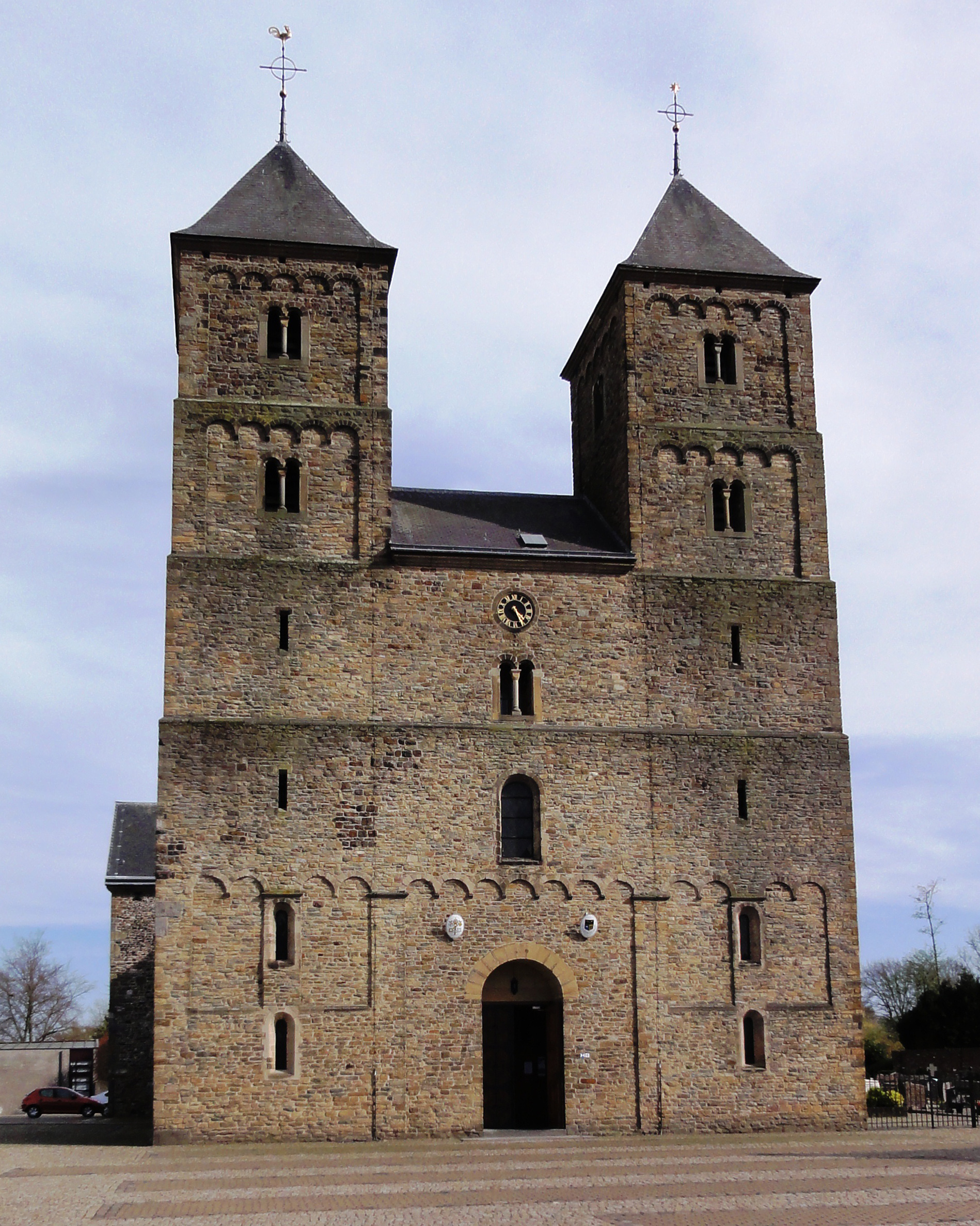
Westwerk
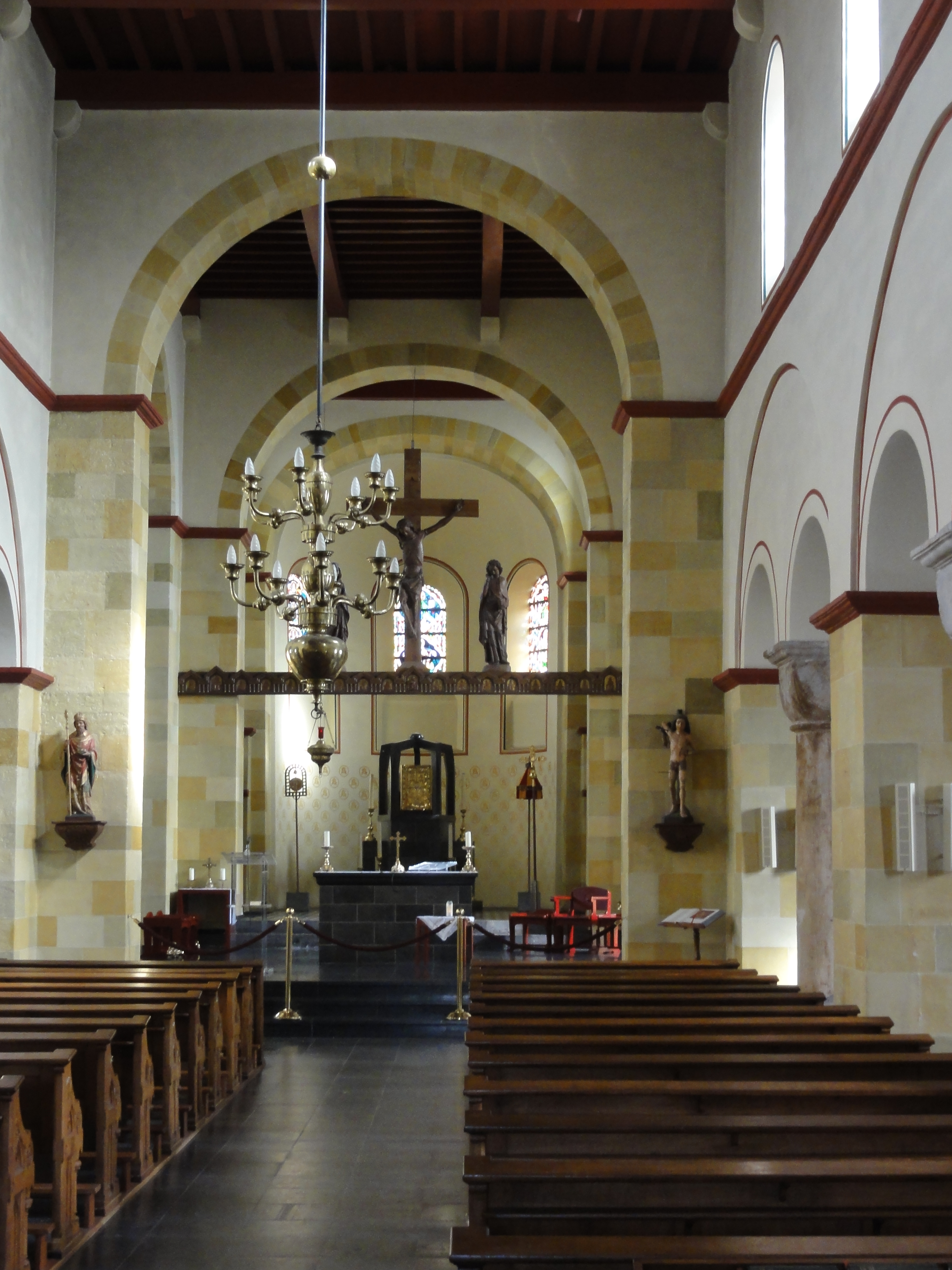
Kerkschip en koor
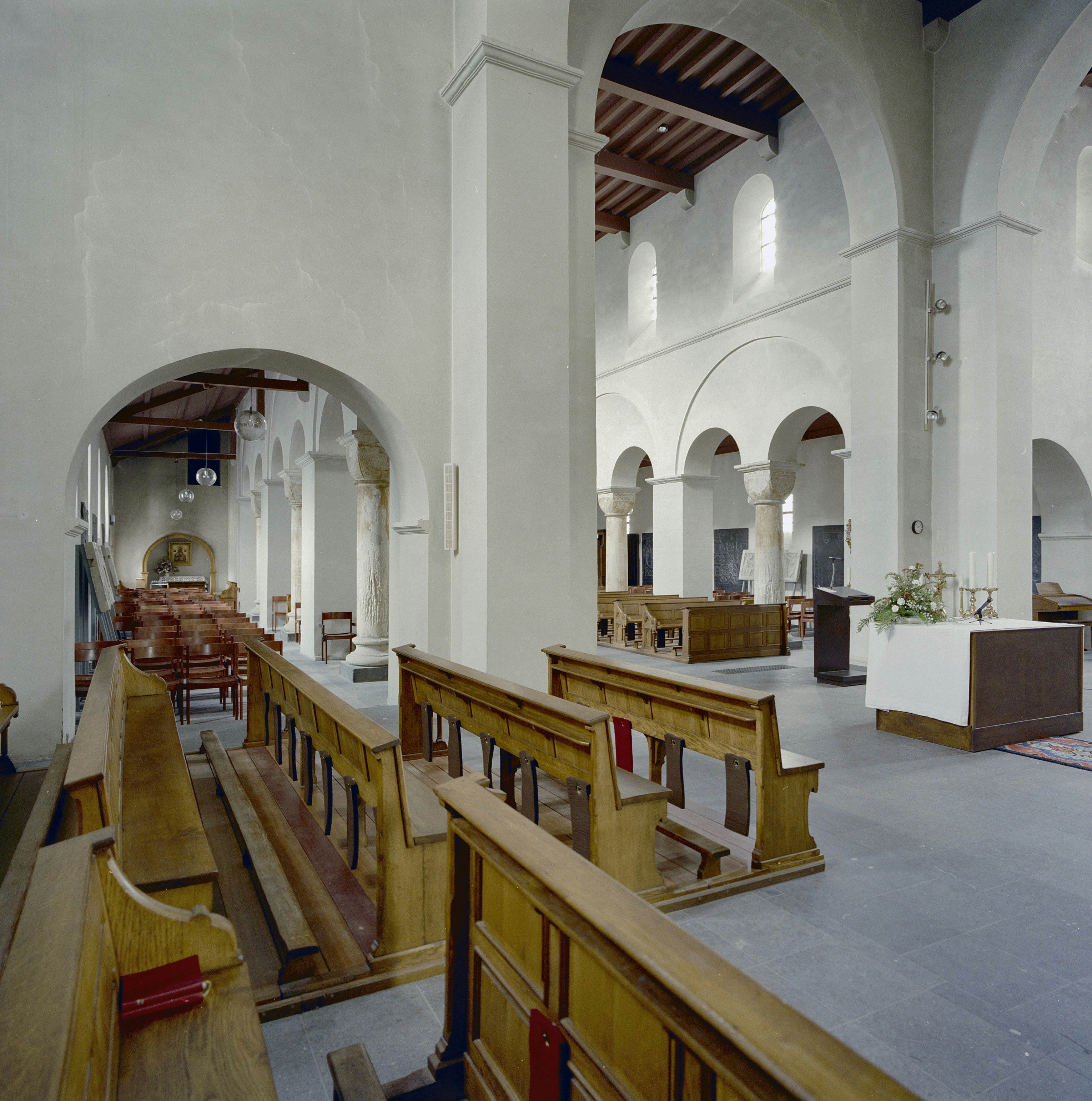
Interieur naar het westen

### Abdijgebouwen
Bij opgravingen door de Rijksdienst voor het Oudheidkundig Bodemonderzoek onder leiding van de provinciaal archeoloog Henk Stoepker zijn in 1991-93 op het Salvatorplein aan de noordzijde van de kerk de resten van het oudste klooster opgegraven. Dat bestond uit minstens twee kleine, vrijstaande, rechthoekige gebouwen van hout en steen (maaskeien), een houten waterput en een stenen cisterne, Waarschijnlijk zijn er meer gebouwen geweest, mogelijk ook aan de andere kant van de kerk waar wegens de huidige begraafplaats niet opgegraven kon worden. Het oudste klooster lag aan een waterloop die in de tiende eeuw is dichtgegooid. Tussen de kloostergebouwen en de voorganger van de 11e-eeuwse kerk, die onder het huidige gebouw gelegen heeft, lagen circa 140 graven van mannen en vrouwen uit de 8e tot 11e eeuw. Op het grafveld stond een rond stenen gebouwtje uit circa 800, mogelijk een kapel. Rond 900 zijn alle gebouwen verwoest of afgebroken en een grote hoeveelheid puin is met huishoudelijk afval (vooral aardewerk en dierlijk bot, maar ook metaal en glas) in de waterloop gegooid. Om deze reden is het waarschijnlijk dat er inderdaad een Vikingaanval heeft plaats gehad.Het glas bestond uit drink- en vensterglas, het aardewerk kwam in de vroege achtste eeuw uit het Maasgebied en in de 9e en 10e eeuw uit het Rijngebied (omgeving Keulen en Koblenz). Uit het dierlijk bot bleek dat in het Karolingische klooster veel varkensvlees werd gegeten.
Uit de 10e eeuw is slechts een houten woongebouw gevonden, dat echter wel een keer vergroot is. Ook zijn er kalkbrandovens aangetroffen, waarschijnlijk voor een herbouw van de kerk, een voorganger van het nog bestaande kerkgebouw uit rond 1060.
In de 11e eeuw werd het gehele complex vervangen door een klooster met een rechthoekige plattegrond rond een hof, aansluitend op de noordzijde van de kerk. Dit klooster is diverse malen verbouwd en uitgebreid. Ook de waterloop om het kloosterterrein is enkele malen opnieuw uitgegraven. De begraafplaats werd naar de zuidkant van de kerk verplaatst. Bij het klooster waren waterputten en beerputten die o.a. aardewerk en glas opleverden. In het begin van de negentiende eeuw zijn alle gebouwen gesloopt met uitzondering van de kerk en de oostvleugel. Van de oostvleugel bleef tot het midden van de 20e eeuw een muur staan. De is voor sloop gespaard, omdat hij bij de opheffing van het klooster parochiekerk was.

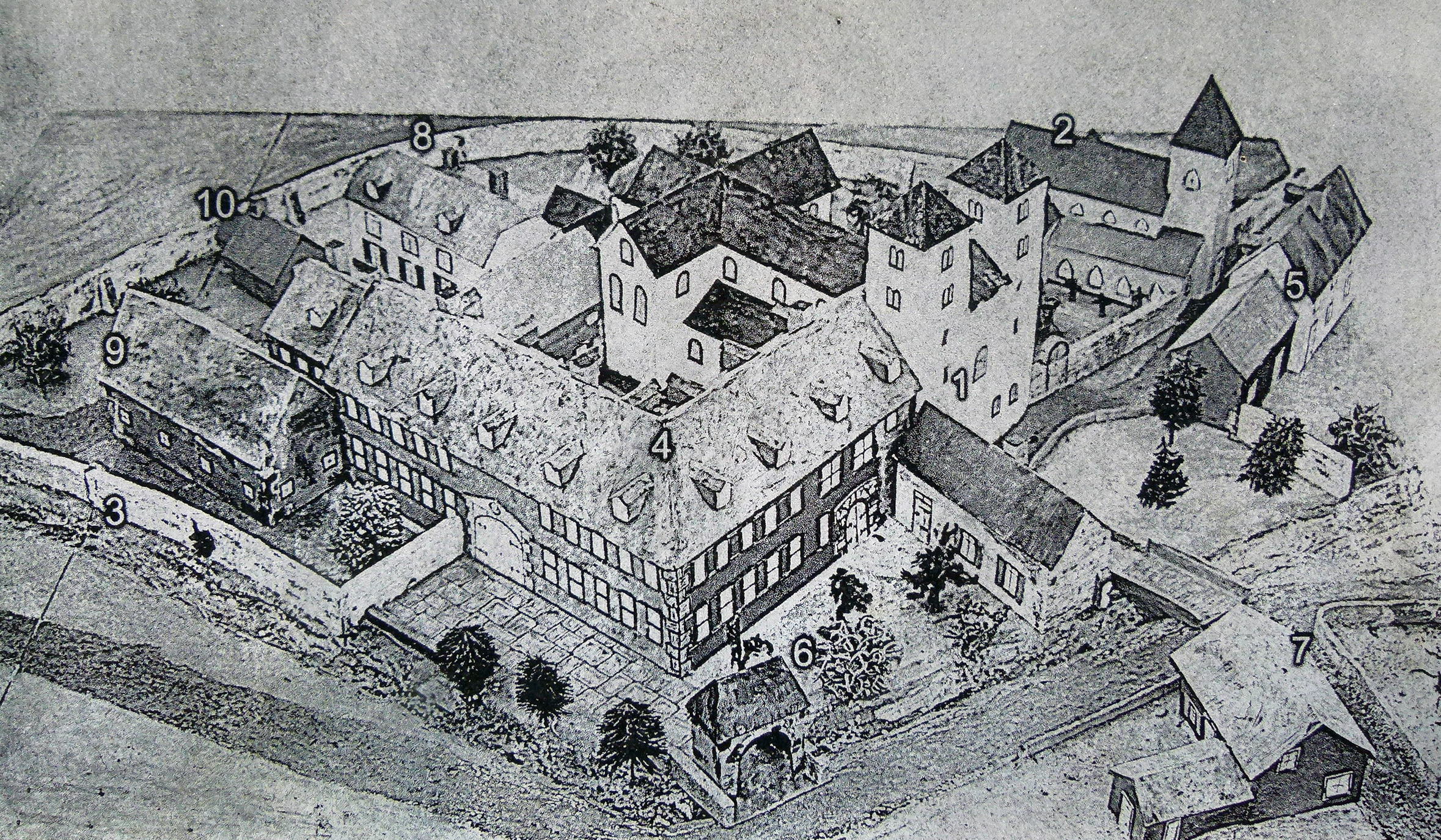
Het abdijcomplex in de 18e eeuw
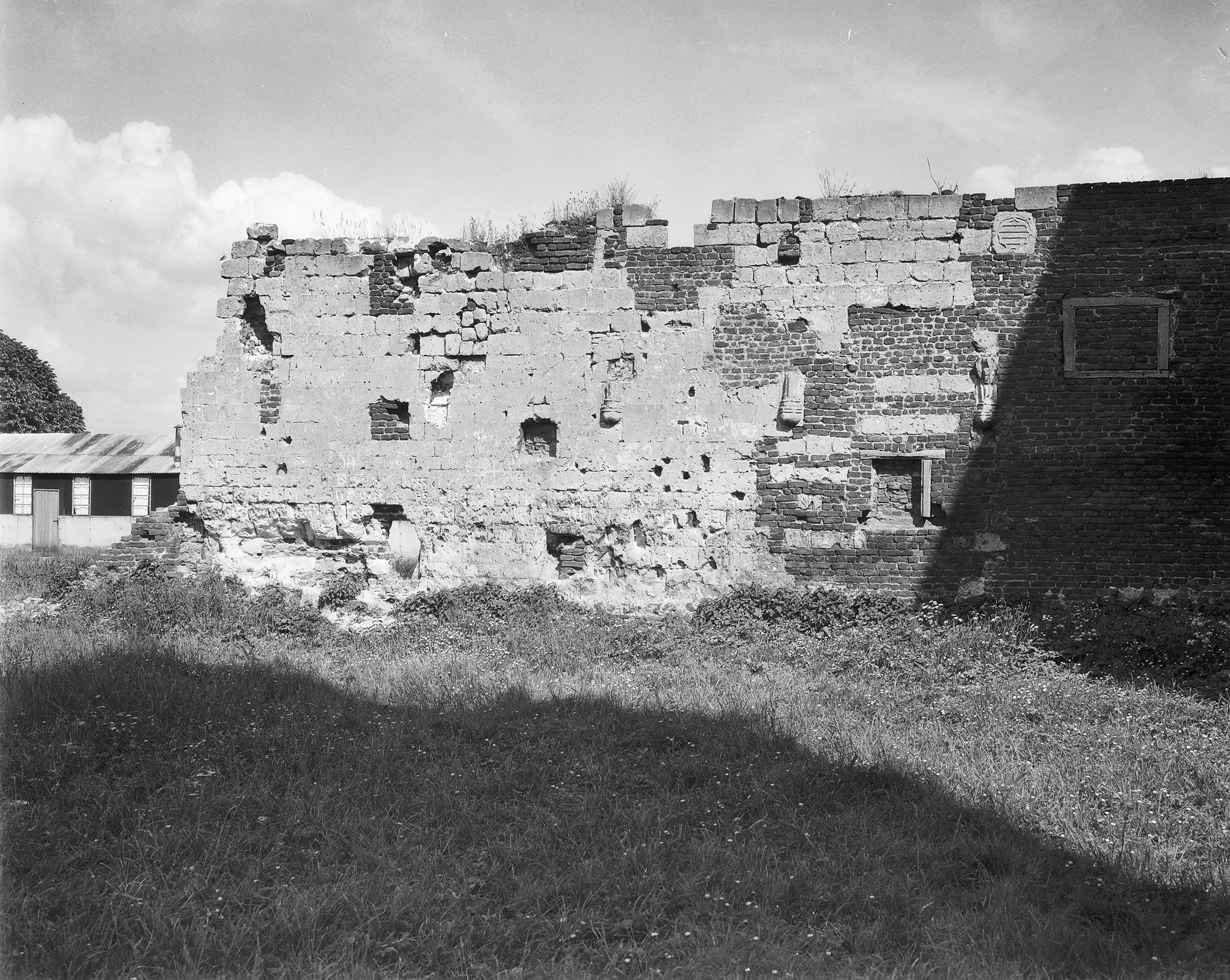
Oude kloostermuur (afgebroken)
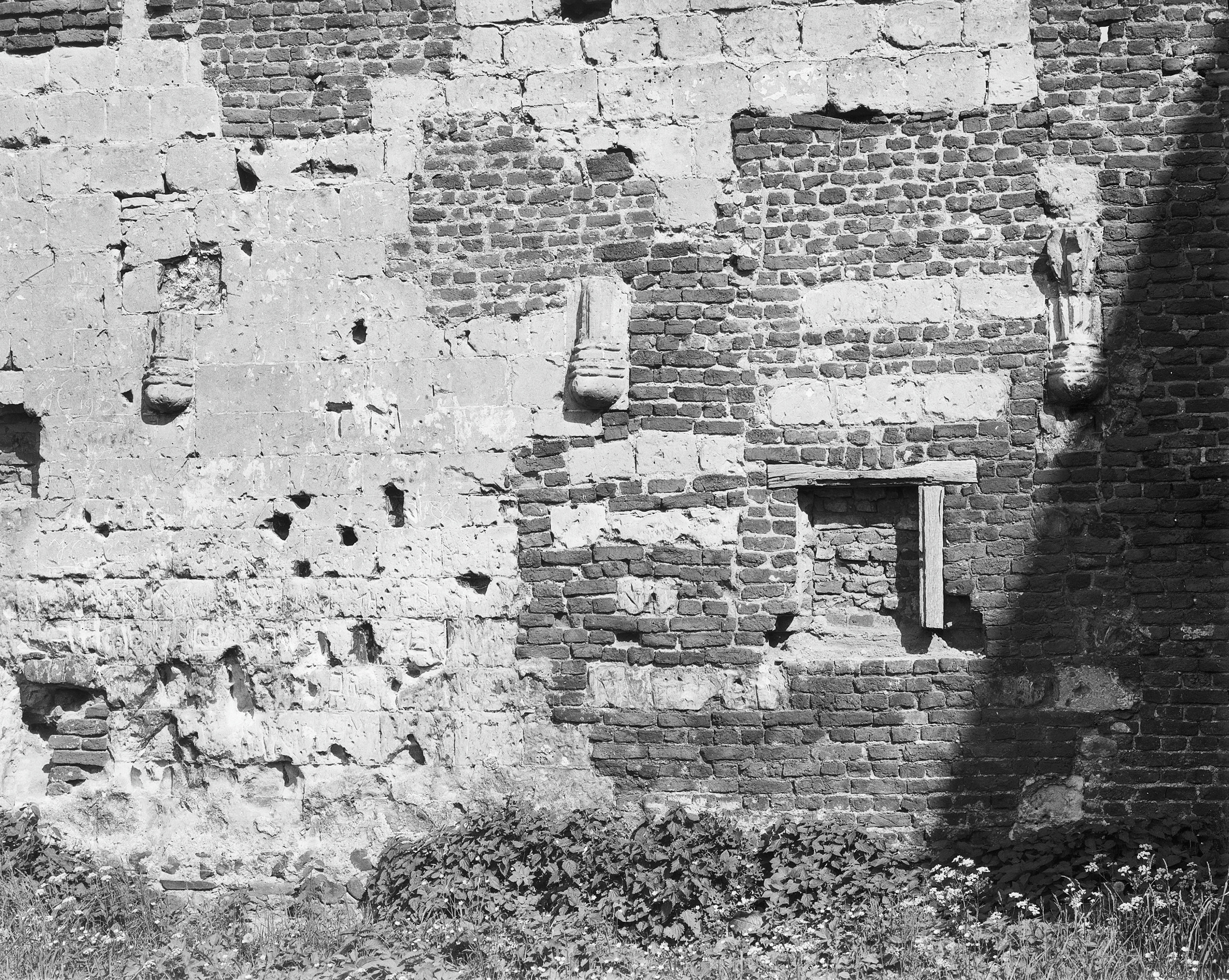
Detail kloostermuur

### Archeologische vondsten
De opgraving heeft zeer veel vondsten opgeleverd, die in het archeologisch depot van de provincie Limburg bewaard worden. Een deel van de vondsten bevindt zich in de archeologische collectie van het Limburgs Museum in Venlo. Daaronder bevinden zich diverse gebruiksvoorwerpen en vooral veel aardewerkscherven.  Een bijzondere vondst was een loden kruis uit de late 11e eeuw dat op de borst van de dode (een man die circa 35 jaar oud is geworden) was gelegd. Uit de Karolingische tijd dateren kleurige glazen kralen en bronzen fibulae (mantelspelden), die er op duiden dat in de 9e eeuw vrouwen in het klooster woonden die sieraden droegen. Onder de vondsten bevindt zich ook veel dierlijk bot (slachtafval), waaruit blijkt dat in het Karolingische klooster veel vlees, vooral varkensvlees gegeten is. Dit alles is in strijd met de ingetogenheid en soberheid die men in een regulier klooster verwacht en doet de vraag rijzen of het klooster niet al in de 9e eeuw een wereldlijk stift was. Ook het fysisch antropologisch onderzoek van de skeletten wijst op een goed doorvoede bevolking. Uit de 16e en 17e eeuw, de periode van het stift, dateert houten speelgoed. Dit staat waarschijnlijk in verband met de soms jeugdige leeftijd waarop meisjes in het klooster geplaatst werden.

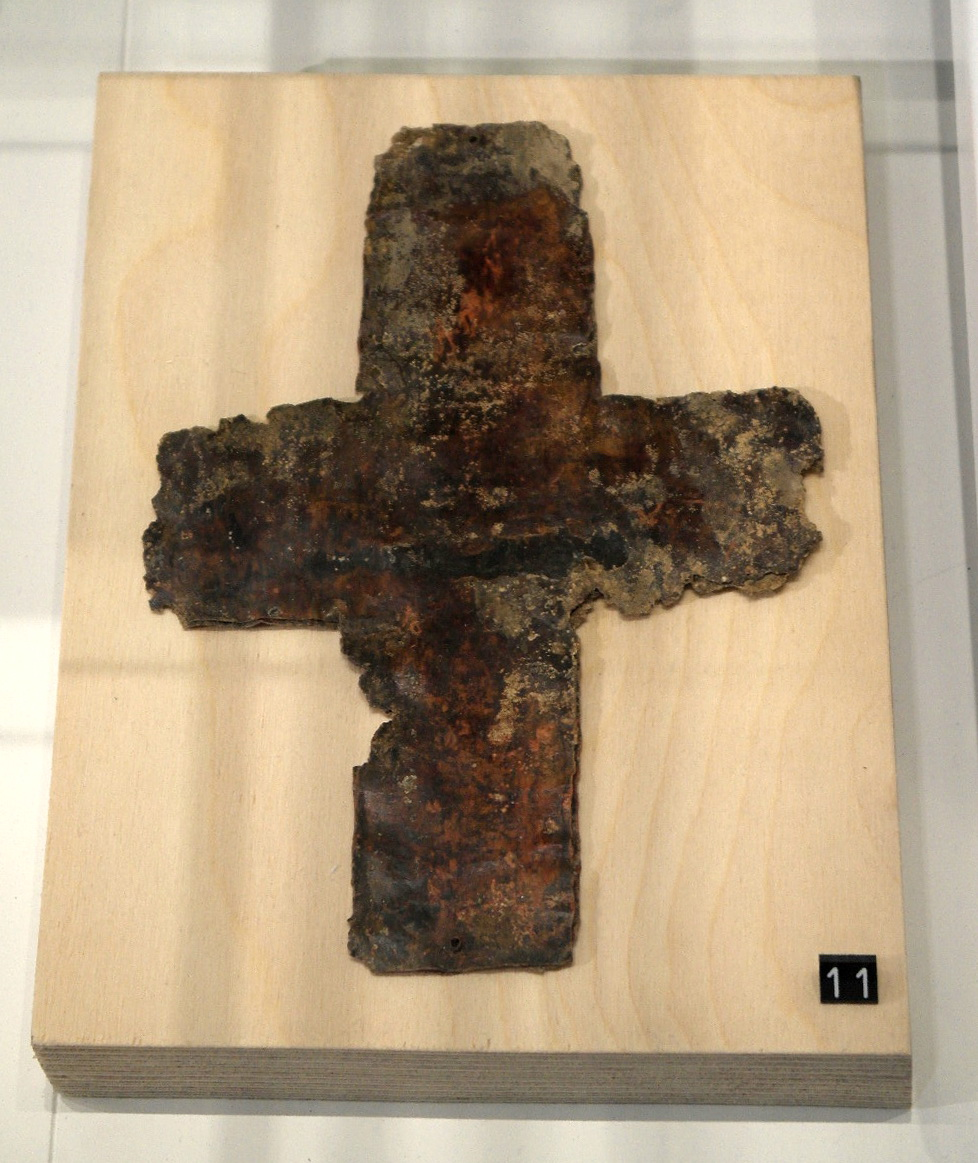
Loden kruis
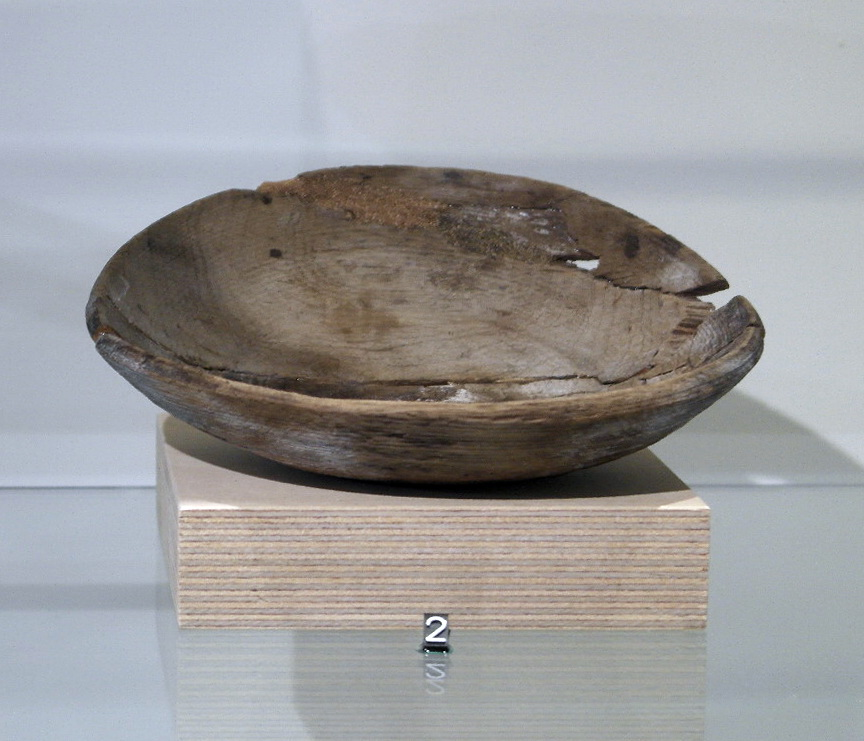
Houten eetnap
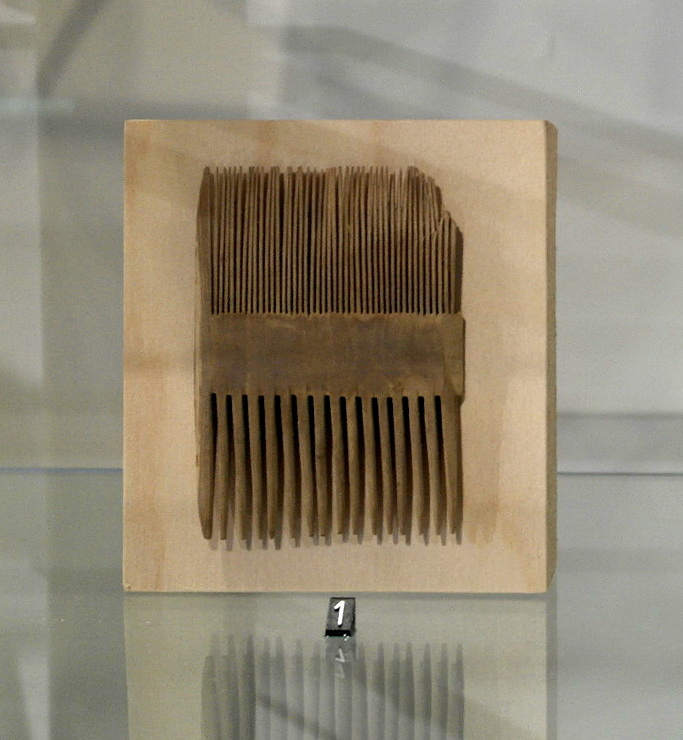
Luizenkam
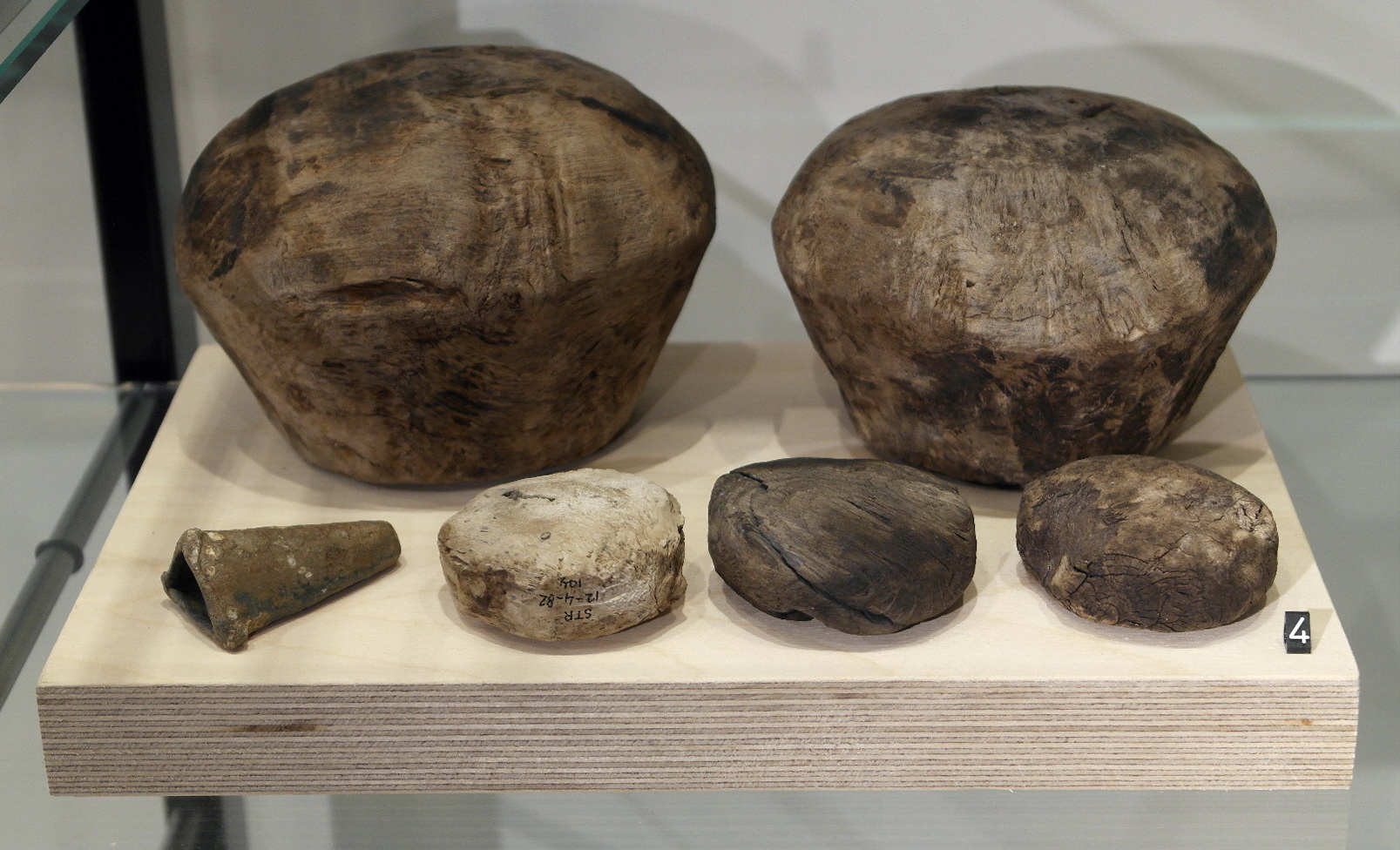
Kolfspel